# Oberschaeffolsheim
Oberschaeffolsheim je občina v departmaju Bas-Rhin francoske regije Alzacija.
Leta 1990 je v občini živelo 2 037 oseb oz. 269 oseb/km².